# Insted
Gli Insted sono un gruppo hardcore punk straight edge statunitense formatosi nella contea di Orange nel 1986 e scioltosi nel 1991. La band si è riunita nel 2004 per alcuni concerti, prima di riformarsi definitivamente.

## Componenti[3]
- Kevin - voce
- Bear - chitarra
- Rich - basso
- Steve - batteria

## Discografia

### Album in studio
- 1986 - Bonds of Friendship
- 1990 - What We Believe

### EP
- 1989 - We'll Make the Difference

### Album live
- 2005 - Live at CBGB's

### Raccolte
- 2000 - Bonds of Fiendship/We'll Make the Difference
- 2004 - Proud Youth: 1986-1991